# Bactrododema alldridgei
Bactrododema alldridgei är en insektsart som först beskrevs av Kirby 1905.  Bactrododema alldridgei ingår i släktet Bactrododema och familjen Diapheromeridae. Inga underarter finns listade.